# Livet é python
Livet é python (engelska: And Now for Something Completely Different; i Finland: Monty Pythons bättre bitar) är en brittisk komedifilm från 1971 i regi av Ian MacNaughton.

## Handling
Filmen blev brittiska humorgruppen Monty Pythons första biosuccé. Filmen består av nyinspelningar av 28 av de bästa sketcherna från TV-serien Monty Pythons flygande cirkus. Bland annat ingår sketcherna Döda papegojan och Årets överklassfjant.

## Rollista i urval
| Graham Chapman | – Diverse roller |
| Terry Jones    | – Diverse roller |
| Michael Palin  | – Diverse roller |
| John Cleese    | – Diverse roller |
| Eric Idle      | – Diverse roller |
| Terry Gilliam  | – Diverse roller |